# Pietro Peregrossi
Pietro Peregrossi, o anche Peregrosso, detto Il Milanese (Milano, 1225 circa – Roma o Anagni, tra il 23 luglio e il 1º agosto 1295), è stato un cardinale italiano.

## Biografia
Studiò presso le Università di Bologna e di Orléans, conseguendo la laurea in utroque iure.
Fu canonico del capitolo della cattedrale di Parigi. Risiedette a Lione durante il Concilio di Lione del 1274.
Dal 1276 al 1288 fu vice-cancelliere di Santa Romana Chiesa, controfirmando numerose bolle papali.
Partecipò alla stesura della bolla pontificia Exiit qui seminat relativa alla riforma dell'Ordine dei Frati Minori e promulgata nel 1279 da papa Niccolò III.
Fu creato cardinale da papa Nicola IV nel concistoro del 16 maggio 1288; ricevette la diaconia di San Giorgio in Velabro. Divenne quindi camerlengo del Sacro Collegio, carica che mantenne fino alla morte, avvenuta fra il 23 luglio ed il 1º agosto 1295 a Roma o ad Anagni. Nella primavera del 1289 fu incaricato, insieme ai cardinali Latino Malabranca Orsini, Benedetto Caetani, di comporre la vertenza con il re del Portogallo Dionigi, che aveva portato, nel periodo di regno del padre di quest'ultimo, Alfonso III il Restauratore, all'interdetto nei confronti del regno; il compito dei tre venne svolto con pieno successo.
Il cardinale redisse il suo testamento nel 1295 citandosi con il nome di Petrus de Mediolano con consanguineos a Pozzuolo, e ai frati francescani presenti nella località dispose un legato di mille fiorini per l'edificazione della chiesa e convento di San Francesco.
La sua salma venne inumata nella basilica di Santa Maria in Aracoeli.

## Conclavi
Durante il suo periodo di cardinalato, Pietro Peregrossi partecipò ai seguenti conclavi:
- conclave del 1292-1294, che elesse papa Celestino V
- conclave del 1294, che elesse papa Bonifacio VIII